# 島田伸二香
島田 伸二香（しまだ のにか、1997年8月19日 - ）は、大阪府出身の元女子競輪選手。現役時代は日本競輪選手会奈良支部所属、ホームバンクは奈良競輪場。日本競輪学校（当時。以下、競輪学校）第116期生。姉は同じく競輪選手の島田優里。

## 経歴
東大阪大学敬愛高等学校時代は柔道部に所属し、インターハイ大阪府予選では48kg級で2年連続3位となるなど実績を残した。高校卒業後、テレビでガールズケイリンを観て憧れ、競輪選手を目指すことになったという。
2018年1月12日、競輪学校第116回技能試験に合格。在校競走成績は20位（1勝）。
2019年7月、同期である116期生が次々とデビュー戦を迎えるが島田は欠場を続け、同年10月8日、向日町競輪京竹の径賞で3か月遅れのデビュー戦を迎え7着となった。この開催では2日目予選2と最終日一般戦でも7着となり、以降、次戦の福井競輪FBC杯橋本左内賞から翌2020年2月大宮競輪ブリヂストンサイクル杯まで32レース連続7着を記録した。同年3月11日の武雄競輪ガールズ競輪オッズパーク杯で自身最高となる5着、最終日一般戦も6着となったが、名古屋競輪中スポ杯・中部競輪Ｃ・ガールズから再び7着が続き、同年6月大垣競輪Ｋドリームス杯ガールズケイリンまで8レース連続7着となった。
大垣競輪でのレースを最後に再び欠場を続け、成績不良による強制引退代謝が免れない状況に陥り、2020年12月18日、選手登録消除。通算戦績は44戦0勝（5着1回、6着1回、7着41回、失格1回）。同年12月31日、競輪選手の田中大我（115期）と結婚を発表した。